# ジェームズ・アイヴォリー (数学者)
ジェームズ・アイヴォリー（英: James Ivory、1765年2月17日 - 1842年9月21日
）は、イギリスの数学者。アイヴォリーの定理の提案者として知られる。

## 経歴
有名な時計屋のジェームズ・アイヴォリーの息子としてダンディーに生まれた。ジェームズ一家はダンディーのハイ・ストリートで暮らしていた。
アイヴォリーは初等教育をダンディー・グラマースクールで学び、1779年セント・アンドリューズ大学に入学した。特に、数学で好成績を収めた。その後は神学を学んだが、アンドリュー大学で2学期、エディンバラ大学で1学期過ごした後に、教会のすべての考えを捨てて、1876年からダンディー・アカデミーの数学と自然哲学の助講師になった。3年後、フォーファーシャーのダグラスタウンにある亜麻紡績会社のパートナー兼マネージャーとして働き、余暇には数学の研究を営んだ。本質的には独学に数学を学び、 古代及び現代の幾何学を深く熟知しただけでなく、ヨーロッパの数学者の解析的な方法と発見の知識も十分に持っていた。
アイヴォリーの最初期の論文は、楕円の弧長における解析的表現の処理に関するもので、1798年のエディンバラ王立協会の紀要で発表されている。アイヴォリーの三次方程式の論文(1799)、とケプラーの問題に関する論文(1802)は、代数的公式の扱いにおける彼の優れた能力を物語っている。亜麻紡績会社の解散後の1804年、（後にサンドハーストに移転した）グレートマロウ王立陸軍大学の数学長に就任して、1816年体調不良で退職するまで続けた。
この間、アイヴォリーはフィロソフィカル・トランザクションズでいくつかの重要な論文を発表して、1814年にコプリ・メダルを受賞し、1815年に王立協会フェローに選出された。吸引の歴史において特に重要なのは、これらの最初期の論文の最初のもので(Phil. Trans., 1809)、アイヴォリーは、斎次的な楕円体が外部の点を吸引する問題を、他の関連する楕円体が対応する内部の点を吸引する、といったより単純な問題に置き換えた。これは、アイヴォリーの定理（Ivory's theorem）として知られる。 また、彼は匿名でユークリッド原論の編集をしており、難しい問題を"more within the reach of ordinary understandings."（通常に理解できる範囲に）持ち込んだとして述べられた。後年の論文では、大気屈折、惑星の摂動、流体の質量の平衡性などについて扱っている。これらの最初の研究によって、彼は1826,1839年にコプリ・メダルを獲得した。
1831年、ロード・ブルームの薦めでウィリアム4世はアイヴォリーに年300ポンドの年金を保証し、ロイヤル・ゲルフ勲章の騎士に指名した。加えて、直接的に出身国の主要科学協会であるエディンバラ王立協会や王立アイルランド学会とつながりを持ったため、 パリやベルリン、ゲッティンゲンの王立学会の準会員になった。
1839年、セント・アンドリューズ大学は彼に学士（LLD）の名誉学位を授与した。
1842年9月21日、北ロンドンのハムステッドで没した。